# Never Been Kissed (Glee)
«Never Been Kissed» es el sexto episodio de la segunda temporada de la serie de televisión Glee y el vigésimo octavo de su cómputo total. Fue dirigido por Bradley Buecker y escrito por Brad Falchuk, cocreador de la serie. El actor Darren Criss debutó en este episodio interpretando a Blaine Anderson.
Fue emitido originalmente el 9 de noviembre de 2010 en Estados Unidos por la cadena Fox. Consiguió una media de 10,99 millones de espectadores en Estados Unidos, con una cuota de pantalla de 4,6/13 en la franja demográfica 18-49.

## Argumento
El director del club Glee, Will Schuester (Matthew Morrison), anuncia el segundo concurso de canto New Directions de chicos contra chicas y, más tarde, ve a un conmocionado Kurt Hummel en el pasillo -había sido golpeado contra una taquilla por el matón escolar Dave Karofsky (Max Adler)- y se lleva a Kurt a su despacho para que se recupere. Kurt critica tanto la inacción de la escuela contra el acoso homófobo como la falta de desafío en la competición del club; Will decide modificar la tarea para que los equipos interpreten canciones de grupos de géneros diferentes. Kurt está más contento con el nuevo giro, pero los otros chicos se muestran poco receptivos a sus ideas para su equipo. Puck se muestra especialmente despectivo y le sugiere que vaya a espiar a los Dalton Academy Warblers, uno de sus competidores en la próxima ronda de las Sectionals de la competición de coros. El equipo femenino se decide y canta un mash-up de «Start Me Up/Livin' on a Prayer».
Kurt visita la Academia Dalton, una escuela privada sólo para chicos, y ve a los Warblers interpretar «Teenage Dream». Se hace amigo del cantante Blaine Anderson, que también es gay y anima a Kurt a defenderse. La siguiente vez que es atacado por Karofsky, Kurt se enfrenta a él en el vestuario de los chicos, y mientras la discusión se intensifica es besado por Karofsky, lo que deja a Kurt atónito. Después de que Kurt se lo cuente a Blaine, éste y Kurt intentan más tarde hablar con Karofsky sobre las dificultades y la confusión que deben estar causándole sus sentimientos homosexuales, pero Karofsky niega que haya pasado nada y pronto vuelve a acosar a Kurt.
A Puck se le ha concedido la libertad anticipada del centro de detención juvenil con la condición de que realice servicios comunitarios. Escoge a Artie Abrams, un parapléjico, para realizar ese servicio, y los dos tocan en el patio del colegio. Cantan a dúo «One Love/People Get Ready» mientras Puck intimida subrepticiamente a sus compañeros para que hagan donativos. Luego ayuda a Artie a volver con Brittany Pierce (Heather Morris), organizando una cita doble con ellos y Santana López (Naya Rivera). El asistente social de Puck, Joan Martin (Michael Hyatt), había creído que estaba trabajando para rehabilitar a miembros de bandas, y le dice que tendrá que volver al centro de detención a menos que encuentre un tipo de servicio alternativo. Puck admite ante Artie que, a pesar de sus bravuconadas, se sentía miserable cuando estaba encerrado y no quiere volver; Artie le convence para que complete el servicio comunitario real requerido y se ofrece como tutor en la escuela.
Algunos miembros de New Directions, que necesitan enfriar su excitación mientras se enrollan, descubren que imaginarse a la entrenadora de fútbol Shannon Beiste (Dot Marie Jones) es muy eficaz. Cuando se entera de su técnica, Beiste se siente profundamente herida y presenta su dimisión. Will intenta convencerla para que se quede, y le da un beso amistoso cuando ella admite que nunca la han besado. Luego invita a Beiste a ver la actuación de los chicos en el concurso; ellos se disculpan, le dedican su mash-up de «Stop! In the Name of Love / Free Your Mind» y se ganan su perdón.

## Producción

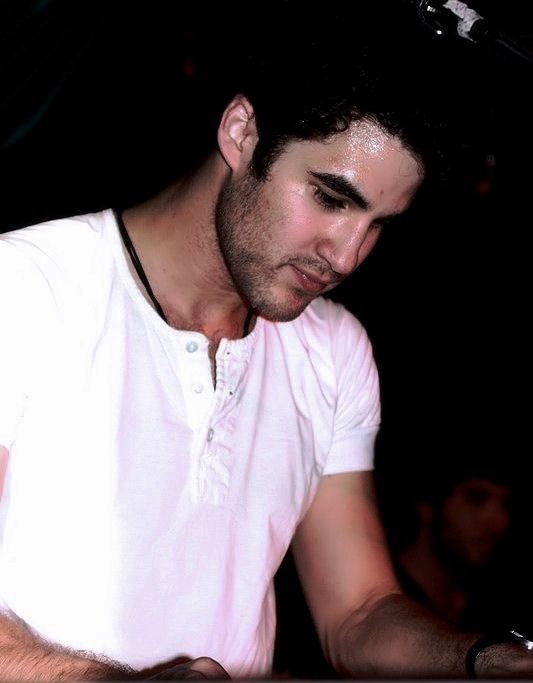
«Never Been Kissed» supuso la primera aparición del actor Darren Criss en Glee.

«Never Been Kissed» introduce a Darren Criss como Blaine, un miembro gay de un coro rival, los Warblers de la Academia Dalton. Al inicio de la segunda temporada de Glee, los medios de comunicación especularon sobre la posibilidad de que el nuevo personaje recurrente, Sam Evans (Chord Overstreet), se convirtiera en el novio de Kurt Hummel (Chris Colfer). Colfer desmintió los rumores y sugirió que la relación entre su personaje y el de Overstreet era «demasiado obvia» y que los guionistas de la serie «tienen una forma de evitar lo evidente y lanzan bolas curvas». En septiembre de 2010 fue lanzada una nota de casting para interpretar a un personaje recurrente descrito como un «alumno de secundaria guapo, carismático y gay» que lidera un coro rival. Criss respondió a la nota vía YouTube e interpretando la canción «Lean on Me», de Bill Withers. El 26 de septiembre de 2010, Michael Ausiello, de Entertainment Weekly, informó que Criss había sido elegido para el papel de Blaine, un estudiante de la Academia Dalton, y señaló que la relación entre dicho personaje y Kurt sería inicialmente platónica, aunque podría desarrollarse conforme avanzara la temporada. El mismo Ausiello entrevistó unos días después a Darren Criss, quien reveló que desconocía si Blaine se convertiría en novio de Kurt. El actor consideró a Blaine como el mentor de Kurt dado que la sexualidad de este «ha sido como una sensación de discordia en su vida. Blaine se encuentra, siendo gay, empoderado. Se acepta tal y como es y ve a Kurt luchando con las mismas cosas que él había tratado, y creo que él quiere transmitirle ese conocimiento». Además esperó que su personaje inspirara a los televidentes jóvenes que luchan con su propia sexualidad y les sirviera como un modelo positivo a seguir.
Otros personajes recurrentes que aparecen en «Never Been Kissed» son los miembros del coro Sam Evans y Mike Chang (Harry Shum, Jr.), el director Figgins (Iqbal Theba), la entrenadora Shannon Beiste (Dot-Marie Jones), el jugador de fútbol Dave Karofsky (Max Adler) y la animadora Becky Jackson (Lauren Potter). Michael Hyatt aparece como artista invitada interpretando a Joan Martin, la agente de libertad condicional de Puck.
El episodio cuenta con versiones de «Teenage Dream» de Katy Perry, «One Love» de Bob Marley y un dos mash ups: uno de los temas «Start Me Up» de The Rolling Stones y «Livin'on a Prayer» de Bon Jovi, y otro de «Stop! In the Name of Love» de The Supremes y «Free Your Mind» de En Vogue. Todas ellas fueron lanzadas como sencillos, disponibles para descargar digitalmente, y «Teenage Dream» y «One Love» fueron incluidas en el álbum Glee: The Music, Volume 4. Los coros de «Teenage Dream» fueron realizados por el grupo a capela Beelzebubs, de la Universidad Tufts. Perry expresó su aprobación de su canción a través de la red social Twitter.

## Recepción

### Audiencia
Durante su emisión original, «Never Been Kissed» fue visto por 10,99 millones de espectadores en Estados Unidos, con una cuota de pantalla de 4,6/13 en la franja demográfica 18-49. Aunque la cifra correspondió a un periodo de baja audiencia general, Glee fue el programa más visto de la noche en todas las categorías. En Australia, el episodio fue visto por 1 081 000 espectadores, lo que representó una disminución en comparación con semanas anteriores. En Canadá fue visto por 1,97 millones de espectadores, ubicándose en el duodécimo puesto entre los programas más vistos de la semana.

### Crítica

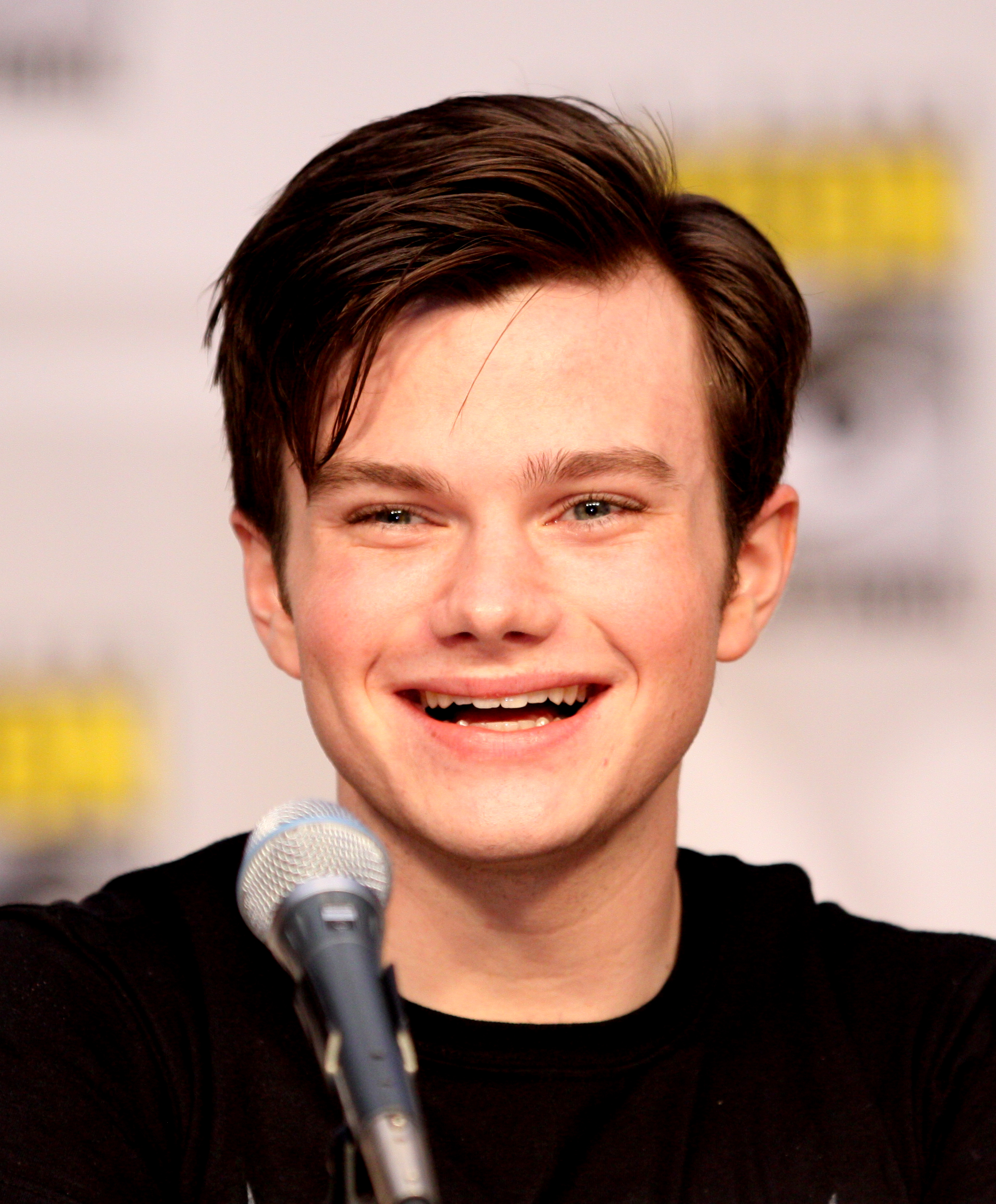
Los críticos fueron polarizados por la historia de la intimidación de Kurt (Chris Colfer, en la foto).

«Never Been Kissed» recibió críticas mixtas de los críticos. Lisa Respers France de CNN consideró el mejor episodio de Glee hasta el momento, alabando el mensaje contra la intimidación, la elección de la canción y el transporte de las emociones de los personajes. Canning le dio un 9 de 10, lo que significa un episodio excepcional. El también elogió el "fuerte impacto emocional", al comentar que los espectadores no pueden identificarse con situaciones difíciles de los personajes. Mapes llama el tema anti-bullying "sincero y apropiado" y aprobó el uso de la música para poner de relieve las cuestiones planteadas. Sin embargo, Anthony Libresco de The Huffington Post escribió que Glee a menudo cuando se trata de hacer frente a graves problemas, y como respuesta a la ola de suicidios de adolescentes gais a principios de 2010, «Never Been Kissed» era "extraordinariamente contraproducente". Linda Holmes de National Public Radio consideró que mientras que el episodio fue bien intencionado, también era "uno de los episodios más fáciles y no auténtico emocionalmente que el espectáculo ha producido". James Poniewozik de Time opinó "una serie de momentos forzados y mensajes contradictorios". Todd VanDerWerff de The A.V. Club clasificó con una "D", considerando un fallo en "casi todos los niveles", Llamó al episodio aburrido, lleno de “tramas idiotas” y “secciones donde básicamente no pasaba nada”.
La historia de Beiste fue recibida con críticas, mientras que Martin considera como un dulce beso entre Will y Beiste, le resultaba poco probable que explicara las fantasías de los estudiantes en detalle, teniendo en cuenta su compasión. Reiter estuvo de acuerdo sobre este último punto y además, se preguntó por qué Beiste fue a buscar a los estudiantes de la escuela secundaria para "medir su propia conveniencia", calificándolo de "confuso y escalofriante". Poniewozik criticó la representación de Beiste como un objeto de piedad, y sintió que Will actuó con "asombrosa condescendencia" al besarla, teniendo en cuenta sus acciones, incluso peor que el de los estudiantes. Tanto él como Semigran no les gusto la manera como los espectadores se hicieron cómplices de la humillación de Beiste . Holmes atacó a Glee negando la dignidad de Beiste, por escrito que tal trama nunca se les ha dado a Kurt, y lo llamó "el más torpe, el cubo de lata de tonterías desastrosas después del falso embarazo". VanDerWerff comentó que el beso fue "de alguna manera horrible".
Puck recibió críticas generalmente positivas. Poniewozik lo llamó el "mejor y más auténtico de la noche", alabando el rendimiento de Salling, Canning consideró que sirve así como un descanso cómico de otros guiones del episodio. Brett Berk de Vanity Fair disfrutó de la mayor profundidad dada a Puck y Artie. Milzoff además, llama a la doble cita con Brittany y Santana un "conjunto de genios" y "un recordatorio divertido". VanDerWerff también consideró que el episodio es "al menos objetable", aunque escribió que la inclusión torpe de un dúo, la brusquedad de Artie, los sentimientos de Brittany, y el "carácter forzoso" de la escena en la que Puck confiesa que no quiere volver a ser detenido, todos "conspiraron para mantener la trama".

### Lista de éxitos
Las cuatro versiones debutaron en la lista Billboard Hot 100 y aparecieron en otras listas musicales. En el Hot 100, la versión del programa de «Teenage Dream» debutó en el número ocho, y vendió 55.000 descargas en su primer día y un total de 214.000 copias en su primera semana, las mejores cifras de ventas en un primer día y una primera semana para cualquier sencillo del elenco de Glee. Fue el primer sencillo de Glee en encabezar la lista Digital Songs de Billboard, y debutó en el número diez de la lista Canadian Hot 100. «Teenage Dream» también fue el primer sencillo desde el piloto «Don't Stop Believin'» en ser certificado de oro en EE. UU. Las otras tres canciones en el Hot 100 fueron «Start Me Up/Livin' on a Prayer» en el número treinta y uno, que también llegó al número veintidós en el Hot 100 canadiense; «Stop! In the Name of Love / Free Your Mind» en el número treinta y ocho, que también llegó al número veintiocho en el Hot 100 canadiense; y «One Love/People Get Ready» en el número cuarenta y uno, que también llegó al número treinta y dos en el Hot 100 canadiense. 